# Lycosa liliputana
Lycosa liliputana är en spindelart som beskrevs av Hercule Nicolet 1849. Lycosa liliputana ingår i släktet Lycosa och familjen vargspindlar. Inga underarter finns listade i Catalogue of Life.